# Червоний прапор (польськомовний)
«Червоний прапор» (пол. Czerwony Sztandar) — щоденна газета Політичної ради Українського фронту, що була створена радянською окупаційною владою після вторгнення СРСР до Польщі 17 вересня 1939 року і виходила польською мовою у Львові до 22 червня 1941 року.

## Історія
Перші 10 номерів випустили в Тернополі.
Починаючи з 5 жовтня 1939 року, газету видавали у Львові до 22 червня 1941 року.
Останній номер (№ 150) опублікували 27 червня 1941 року.
Загальний наклад газети становив 40 000 примірників. Журнал був органом Львівського обласного та міського комітетів Комуністичної партії (більшовиків) України.

## Колектив редакції
Головним редакторами газети в різний час були:
- Юзеф Маньковський (17 вересня — 5 жовтня 1939);
- Й. Маркевич (5 жовтня — 3 листопада 1939),
- Юзеф Маньковський (3 листопада 1939 — 22 квітня 1941)
- Евґеніуш Радецький (22 квітня — 22 червня 1941).

Заступником головного редактора був Вітольд Кольський, секретарем редакції — Віктор Грош.

## Тематика й автори

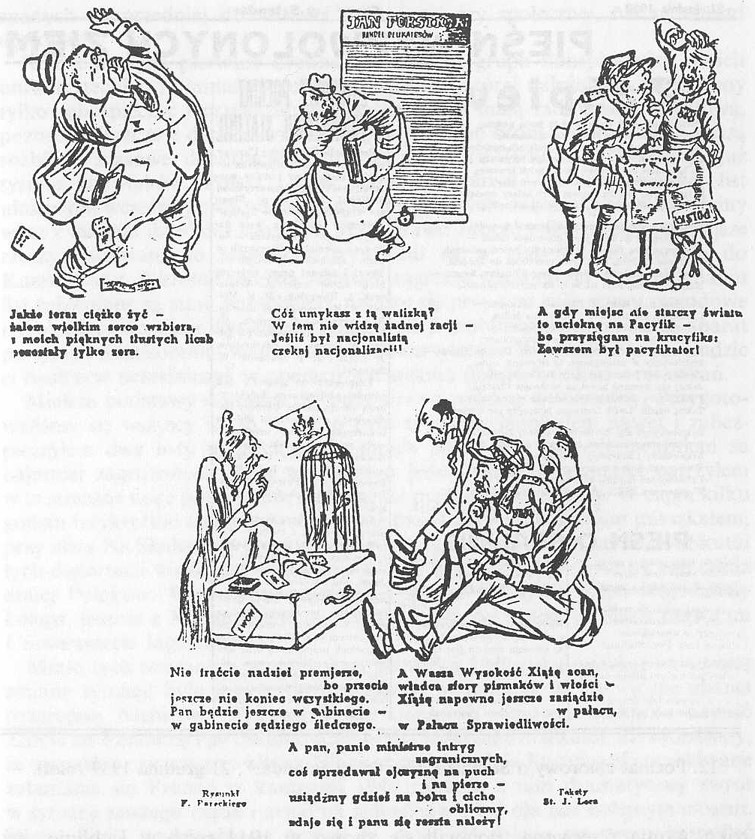
Сатиричні малюнки Ф. Парецького в газеті від вересня 1940 р. (Текст: Станіслав Єжи Лец)

У газеті публікувалися такі діячі, як Ванда Василевська, Юліан Стрийковський, Леон Хвістек, Владислав Броневський, Станіслав Єжи Лец, Яніна Броневська, Люціян Шенвальд, Тадеуш Бой-Желенський та інші.
У серпні 1940 року Всесоюзний комітет з вищої освіти запросив польських учених із львівських університетів відвідати Москву та її наукові установи для ознайомлення та обміну досвідом.
Наприкінці вересня 1940 року в газеті зявилася публікація з оглядом поїздки професорів В. Мінкевича, Казімежа Бартеля, Т. Бой-Зеленського та інших. З 18-ти учасників подорожі 7 професорів розстріляла цільова група для спеціального використання 4 липня 1941 року, після окупації Львова Третім Рейхом.